# Mainbrücke Volkach
Die Mainbrücke Volkach ist eine Straßenbrücke, die zwischen Volkach und Astheim in Unterfranken bei Flusskilometer 306 den Main überspannt. Das Bauwerk besitzt zwei Fahrstreifen und einen gemeinsamen Geh- und Radweg. 

## Geschichte
Im 19. Jahrhundert wurde bis zur Eröffnung der ersten Brücke 1892 die Mainfähre Astheim zwischen Volkach und Astheim betrieben. Im August 1890 beauftragte schließlich die Gemeinde Volkach die Würzburger Bauunternehmung Friedrich Buchner, für 245.000 Mark eine steinerne Bogenbrücke zu bauen. Die Grundsteinlegung folgte am 13. Oktober 1890, die feierliche Einweihung am 21. August 1892. Zur Finanzierung der Baukosten, die größtenteils die Gemeinde tragen musste, war bis 1938 für die Benutzung ein Brückenzoll zu entrichten. Dazu wurde extra ein Brückenhäuschen auf der Astheimer Seite errichtet.
Um einen Anschluss Volkachs an das Eisenbahnnetz zu ermöglichen, musste die Gemeinde 1908 den Bayerischen Staatseisenbahnen als Vorleistung gestatten, die eingleisige Strecke der Mainschleifenbahn von Seligenstadt nach Volkach unentgeltlich über die Brücke zu führen. Am 14. Februar 1909 wurde der Bahnbetrieb aufgenommen. Ein Schrankenposten neben dem Zollhaus sorgte für die Sperrung des Bauwerks für den Straßenverkehr, wenn ein Zug die Brücke befuhr.
Am 7. April 1945 sprengten deutsche Truppen die alte Mainbrücke und zerstörten das Bauwerk umfassend. In den folgenden Jahren bis zur Fertigstellung der neuen Brücke übernahm wieder eine Fähre den Transport über den Main.

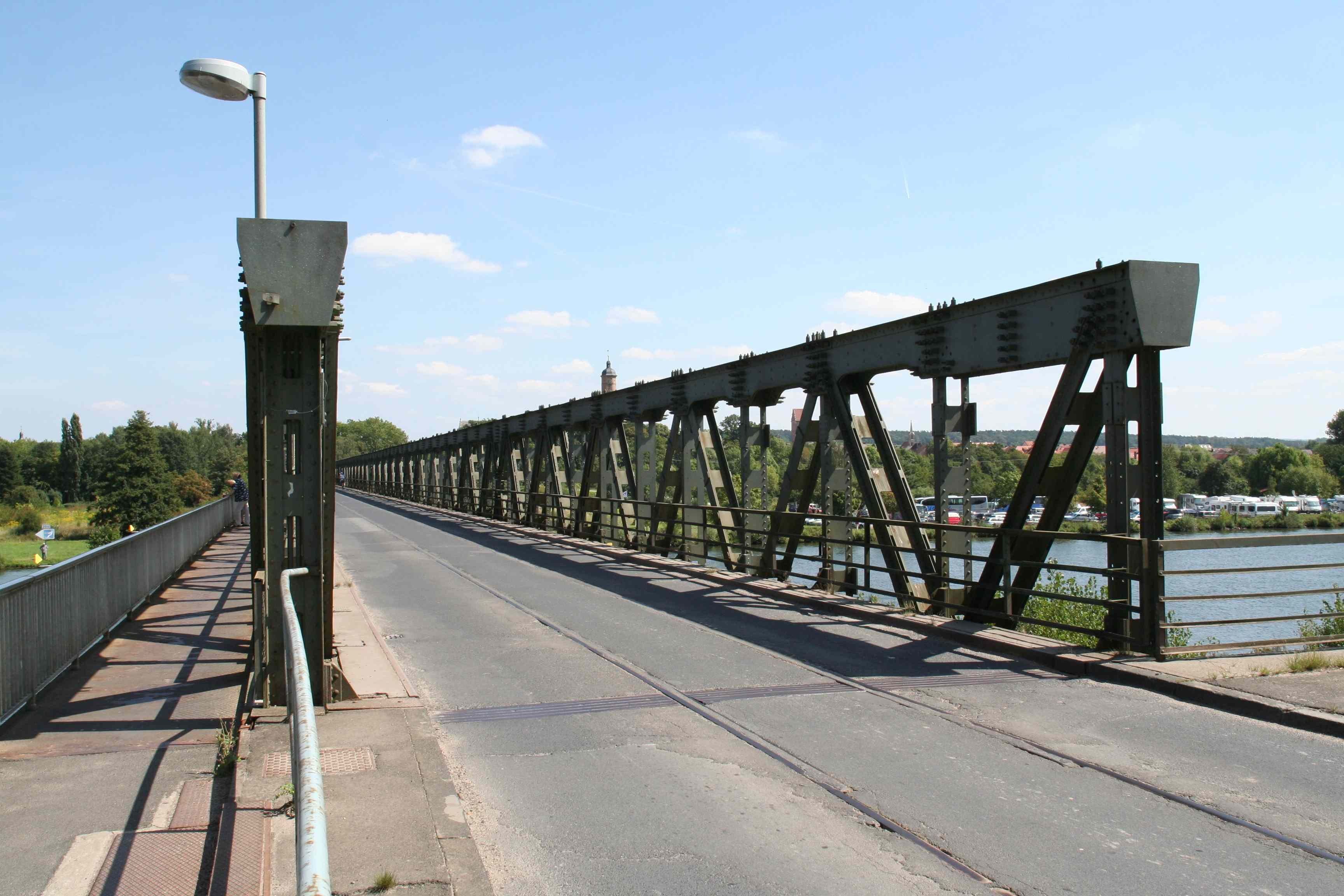
Fahrbahn der Behelfsbrücke mit Gleis

Im August 1947 begannen die Bauarbeiten an der neuen kombinierten Straßen- und Eisenbahnbrücke, für die ein stählerner Behelfsüberbau vom System „Roth-Waagner“ der Wehrmacht vorgesehen war. Zuerst wurde der Abbruch der Reste der gesprengten Brücke durchgeführt. Im November 1947 kam es zur Grundsteinlegung und bis April 1948 waren die vier neuen Pfeiler und die beiden Widerlager betoniert. Anschließend folgte die Montage des stählernen Überbaus im Freivorbau. Bis Anfang 1949 war die Fahrbahn verlegt. Die Baukosten betrugen 750.000 DM. Am 6. März 1949 wurde die neue Mainbrücke feierlich eingeweiht. Bauherr der Dauerbehelfskonstruktion war der Freistaat Bayern.
Da es auch als Eisenbahnüberführungsbauwerk zum Anschluss des Bahnhofs und eines Öllagers in Volkach genutzt wurde, beteiligte sich die Deutsche Bundesbahn gemäß einer vertraglichen Vereinbarung von 1953 an den Unterhaltskosten. 1959 wurde der Brückenüberbau im Rahmen des Mainausbaus zu einer Großschifffahrtsstraße um 1,69 m angehoben, um für den Schiffsverkehr beim höchsten schiffbaren Wasserstand eine lichte Höhe von 6,4 m zu haben. Dabei wurde das alte Zollhaus abgerissen und ein dreigeschossiges Schrankenwärterhaus errichtet, das ab 1971 durch eine neue automatische Schrankenanlage, bedient durch das Zugpersonal mit einem Schlüssel (DB 21), seine Funktion verlor.
Am 30. September 1991 wurde die Brücke für den Schienenverkehr aus technischen Gründen gesperrt, nachdem am selben Tag zum letzten Mal ein Ölzug das Bauwerk überquert hatte. 1993 kündigte die Deutsche Bundesbahn schließlich den Mitbenutzungsvertrag von 1953.
Unter anderem in den Jahren 1992 und 2000, zuletzt am 2. November 2010, kollidierten Schiffe mit den Brückenpfeilern. Aufgrund des schlechten Bauzustands der Brücke, die täglich von 9000 Fahrzeugen genutzt wird, wurde unterhalb der alten Brücke zwischen 2009 und 2011 eine Stabbogenbrücke als Ersatzneubau errichtet, die keine Pfeiler mehr im Schifffahrtsprofil hat. Die Umsetzung erfolgte im Rahmen einer Public Private Partnership. Einen Teil der Finanzierung der etwa 17 Mio. Euro für den 535 m langen Abschnitt der Staatsstraße 2260, den Bau und den Unterhalt für 25 Jahre übernimmt das Bauunternehmen, der bayerische Staat bezahlt seinen vorfinanzierten Anteil in zehn Jahresraten ab Fertigstellung des Bauvorhabens. Die alte Brücke wurde bis auf das westliche Widerlager und das Brückenwärterhaus abgebrochen. Der erste Spatenstich für den Neubau war am 18. September 2009. Am 3. September 2011 fand die feierliche Verkehrsfreigabe statt. Eine etwa 3 m hohe Stahlskulptur des Münchner Bildhauers Werner Mally, der sogenannte „Nepomuk-Strudel“, wurde im Rahmen von Kunst am Bau auf der Volkacher Brückenseite aufgestellt. Die neue Brücke wurde ohne Eisenbahngleise errichtet. Die nach Fahrplan des privaten Vereines „Mainschleifenbahn“ verkehrenden Museumszüge auf der Mainschleifenbahn enden in Volkach-Astheim.

## Konstruktion

### Brücke von 1892
Die erste Mainbrücke war eine steinerne Bogenbrücke. Das 195 m lange Bauwerk hatte eine 4,5 m breite Fahrbahn und wies sechs Bögen mit jeweils 30 m lichter Weite auf. Als Baumaterial kam Bruchsteinmauerwerk mit Quaderverkleidung zur Verwendung. Über dem mittleren Strompfeiler stand auf der nördlichen Brückenseite eine Statue des Schutzpatrons Nepomuk.

### Brücke von 1949

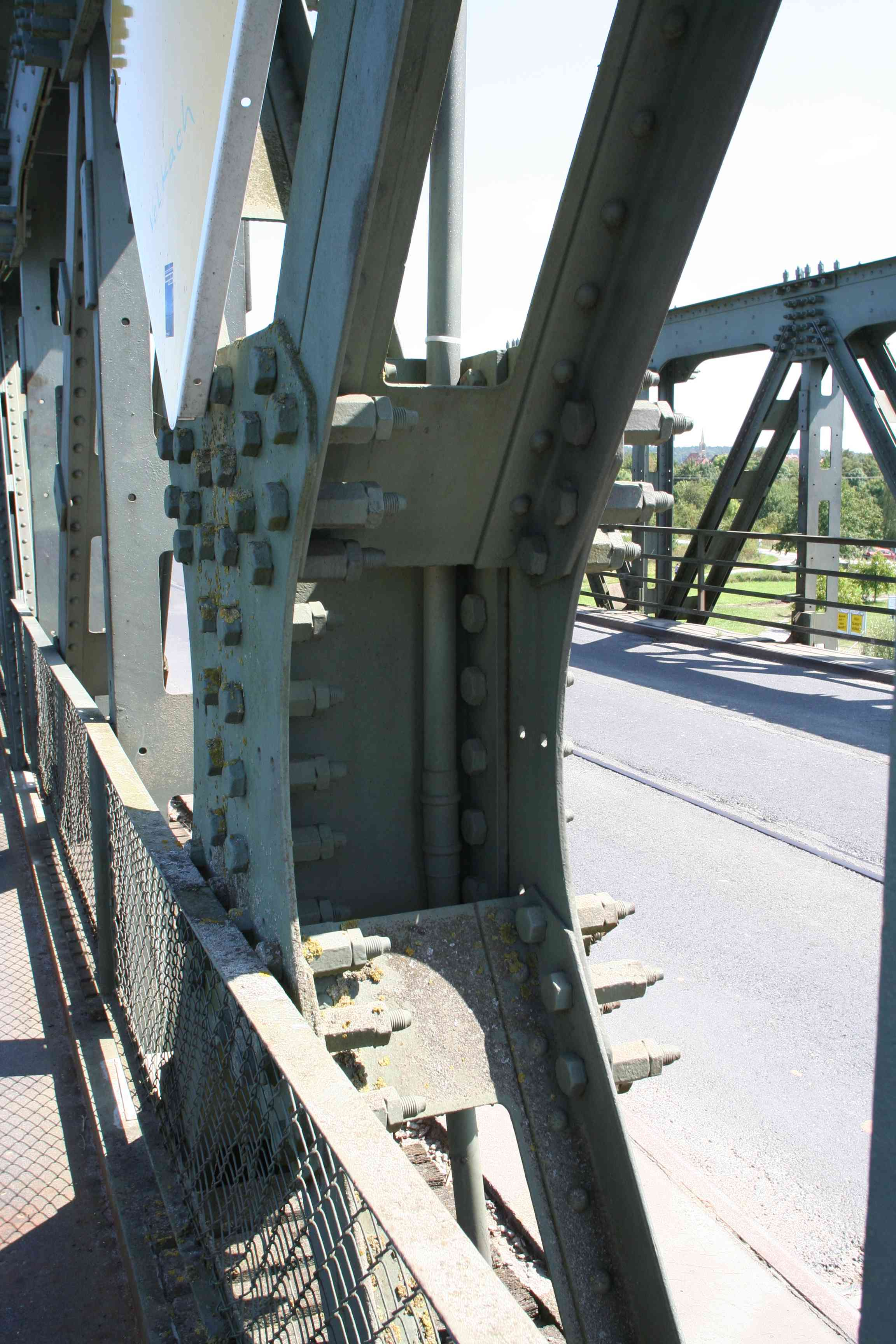
Verschraubter Fachwerkknoten

Der 1544 t schwere Überbau war eine stählerne Eisenbahnbehelfsbrücke, deren Konstruktionsprinzip von dem Wiener Brückenbauunternehmen Waagner und Biró und dem Ingenieur-Offizier Friedrich Roth im Ersten Weltkrieg entwickelt wurde. Das sogenannte Brückengerät war ein normiertes Segmentsystem von rasterartig miteinander verbundenen Fachwerkteilen. Die Verbindung der bis zu 600 kg schweren Teile erfolgte in den Knoten mit einer Vielzahl hochfester Schrauben. Die beidseitigen Hauptträger waren als Parallelträger mit einer Systemhöhe von 4,0 m und mit einem Pfostenabstand von 3,0 m ausgebildet.
Die Brücke besaß fünf Öffnungen mit Stützweiten von 31,5 m in den beiden Endfeldern, 40,5 m in den benachbarten Feldern sowie 45 m in der mittleren Öffnung. In Längsrichtung war die 189 m lange Brücke als Durchlaufträger konstruiert. In Querrichtung hatte sie einen Trog-Querschnitt mit unten liegender Fahrbahn. Der Überbau ruhte auf Betonpfeilern. Der Straßenverkehr erfolgte auf einer 5,2 m breiten Stahlbetonplatte, für den Schienenverkehr waren dazwischen Rillenschienen montiert und für den Fußgängerverkehr an der nördlichen Brückenseite ein auskragender, 1,5 m breiter Gehweg an der Hauptkonstruktion befestigt.

### Brücke von 2011

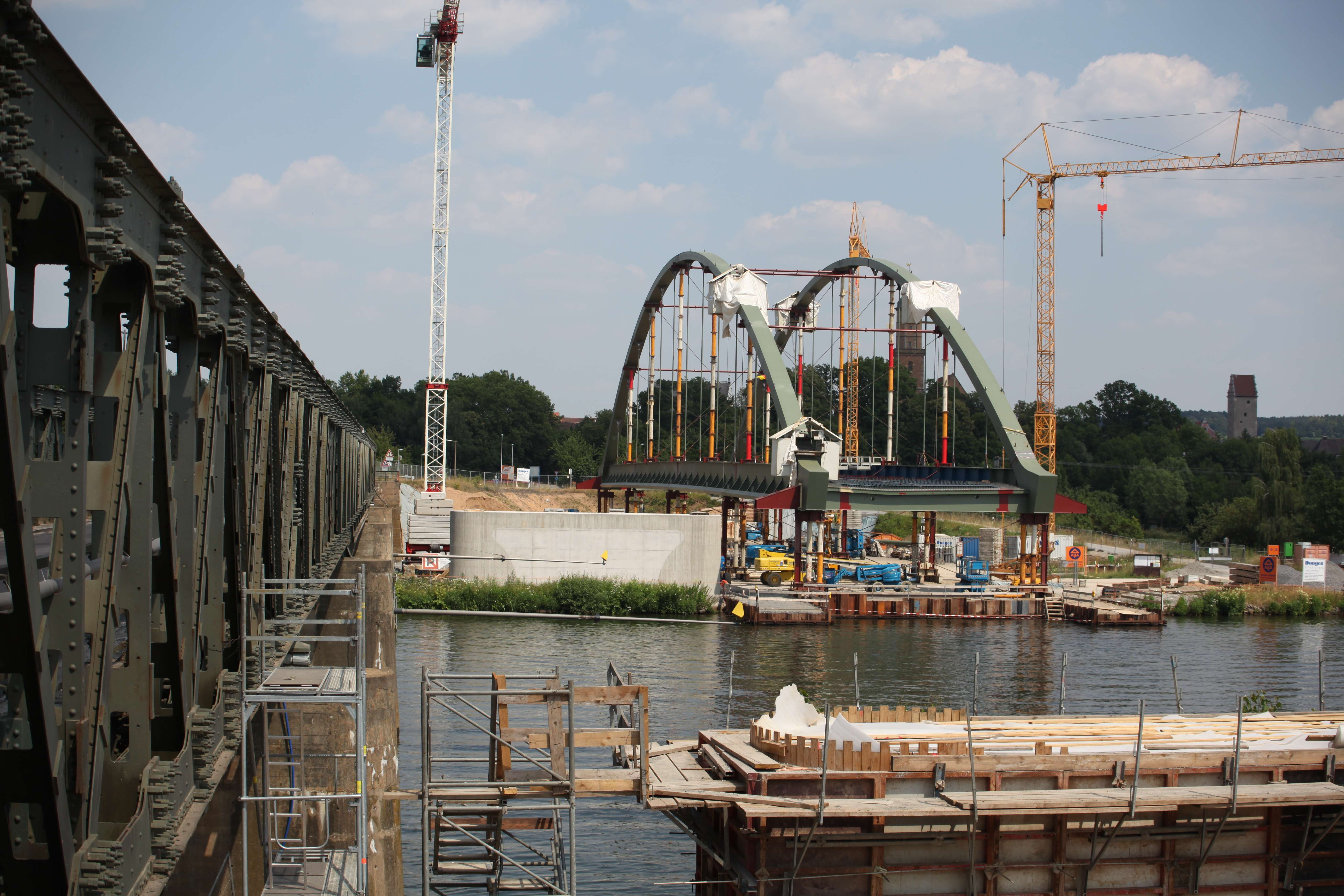
Brückenneubau

Der Brückenzug mit 199 m Gesamtstützweite besteht aus einer westlichen Vorlandbrücke mit einer Öffnung und 26 m Stützweite, einer östlichen Vorlandbrücke mit zwei Öffnungen und jeweils 24,5 m Stützweite sowie einer 120 m weit spannenden Strombrücke. Bei einer Breite von 12,65 m zwischen den Geländern der Hauptbrücke ist eine 7,5 m breite Fahrbahn, stromaufwärts ein 3,65 m breiter gemeinsamer Geh- und Radweg sowie stromabwärts ein Gehweg von 1,5 m vorhanden. Die Vorlandbrücken sind Spannbetonkonstruktionen mit einem einstegigen Plattenbalkenquerschnitt und 1,35 m Konstruktionshöhe. Die Strombrücke, eine stählerne Stabbogenbrückenkonstruktion mit einer Stahlbetonverbundfahrbahnplatte, hat bei einem Bogenstich von 18,4 m eine Gesamthöhe von 21,6 m. Die Fahrbahn der Bogenbrücke ist mit zwölf Hängern aus Rundstahl je Seite am Bogen aufgehängt. Die lichte Höhe beträgt 6,5 m über dem höchsten schiffbaren Wasserstand. Das Bauwerk wurde am Volkacher Ufer montiert und am 23. Oktober 2010 mit einem Ponton und selbstfahrenden Plattformwagen über den Main eingeschwommen.